# Rookie Blue
Rookie Blue är en kanadensisk polisserie med Missy Peregrym och Gregory Smith i huvudrollerna. Serien skapades av Morwyn Brebner, Tassie Cameron och Ellen Vanstone och hade premiär den 24 juni 2010. Serien sänds via Global i Kanada och ABC i USA. Dessutom visas serien i ett flertal europeiska och latinamerikanska länder samt i vissa asiatiska länder.

## Internationell distribution
För den internationella marknaden distribueras serien av E1 Entertainment. NBC Universal Global Networks har köpt sändningsrättigheter i alla länder utom Kanada, Frankrike, Tyskland och USA.
| Land                    | Kanal                                                            | Premiär                        |
| ----------------------- | ---------------------------------------------------------------- | ------------------------------ |
| Argentina               | Universal Channel                                                | 3 september 2010               |
| Australien              | Universal Channel (Australia)                                    | 12 september 2010              |
| Österrike               | ORF eins                                                         | 2012                           |
| Belgien                 | Vijf TV (nederländska) 13ème Rue Universal (franska)             | 7 March 2011 15 november 2010  |
| Bosnien och Hercegovina | BHT 1                                                            | 29 October 2011                |
| Brasilien               | Universal Channel                                                | 3 september 2010               |
| Bulgarien               | Diva Universal                                                   | 3 October 2010                 |
| Kanada                  | Global addikTV (franska)                                         | 24 June 2010 15 February 2011  |
| Chile                   | Universal Channel                                                | 3 september 2010               |
| Colombia                | Universal Channel                                                | 3 september 2010               |
| Danmark                 | DR HD                                                            | 3 september 2012               |
| Ecuador                 | Universal Channel                                                | 3 september 2010               |
| Tjeckien                | Universal Channel                                                | 3 september 2010               |
| Finland                 | TV Viisi                                                         | 4 september 2010               |
| Frankrike               | 13ème Rue Universal                                              | 15 november 2010               |
| Tyskland                | 13th Street                                                      | 1 January 2011                 |
| Ungern                  | Universal Channel                                                | 3 september 2010               |
| Indien                  | Zee Café                                                         | 13 February 2012               |
| Iran                    | Gem Tv                                                           | 4 June 2012                    |
| Irland                  | RTE Two                                                          | 13 May 2011                    |
| Israel                  | Yes Action                                                       | 4 september 2012               |
| Italien                 | Steel                                                            | 18 september 2010              |
| Japan                   | Universal Channel                                                | 2 september 2010               |
| Malaysia                | Diva Universal (Asia)                                            | September 2010                 |
| Mexiko                  | Universal Channel                                                | 3 October 2010 8 August 2011   |
| Nederländerna           | 13th Street NET 5                                                | 7 October 2010 16 May 2011     |
| Nya Zeeland             | TV2                                                              | 26 september 2011              |
| Norge                   | TVNorge                                                          | 8 november 2010                |
| Filippinerna            | Diva Universal (Philippines)                                     | September 19, 2010             |
| Polen                   | 13th Street                                                      | 13 september 2010              |
| Sydkorea                | Fox (Korea)                                                      | 4 February 2011                |
| Rumänien                | Diva Universal                                                   | 3 October 2010                 |
| Ryssland                | Diva Universal                                                   | 19 september 2010              |
| Serbien                 | Universal Channel                                                | 3 september 2010               |
| Slovakien               | Universal Channel                                                | 3 september 2010               |
| Slovenien               | Universal Channel TV 3 (only season 1 and season 2 to episode 8) | 3 september 2010 23 april 2011 |
| Sydafrika               | Universal Channel                                                | 17 september 2010              |
| Spanien                 | 13th Street DivinityTV                                           | 22 september 2010 26 June 2012 |
| Schweiz                 | 3+ (tyska) RTS Un(franska)                                       | 8 January 2011 May 2011        |
| Storbritannien          | Universal Channel                                                | 27 February 2011               |
| USA                     | ABC                                                              | 24 June 2010                   |
| Venezuela               | Universal Channel                                                | 3 september 2010               |